# Colin Low
Colin Low (Cardston, 24 juli 1926 – Montreal, 24 februari 2016) was een Canadees regisseur.

## Biografie
Low was vooral gespecialiseerd in kortfilms. Zijn kortfilm The Romance of Transportation in Canada uit 1952 won een Gouden Palm op het Filmfestival van Cannes. Met deze film was hij ook genomineerd voor een Academy Award. Zijn kortfilm Corral uit 1954 won een prijs op het Filmfestival van Venetië. In 1957 won Low opnieuw een Gouden Palm, dit keer voor City of Gold.
Low overleed in 2016 op 89-jarige leeftijd.
- Bibliothèque nationale de France: cb14061702t (data)
- International Standard Name Identifier: 0000 0000 7365 4217
- Library of Congress Control Number: n97853325
- Nationale Bibliotheek van Tsjechië: xx0177056
- Nationale Bibliotheek van Israël: 987007423602005171
- Nederlandse Thesaurus van Auteursnamen: 071731830
- Virtual International Authority File: 39581281
- WorldCat: E39PBJhMkyDY8jKmtKCxXBXcfq